# Высшее образование (фильм)
«Высшее образование» (англ. Higher Learning) — американская драма 1995 года режиссёра Джона Синглтона на тему расизма. В главных ролях снялся ряд известных актёров, таких, как Тайра Бэнкс, Омар Эппс, Майкл Рапапорт, Лоренс Фишберн.

## Сюжет
Фильм о жизни трёх первокурсников в вымышленном Университете Колумбия.
Малик Уильямс (Омар Эппс) — чернокожий, Кристен Коннор (Кристи Суонсон) — стеснительная и простодушная девушка и Реми (Майкл Рапапорт) делятся своими проблемами.
Они из разных государств, различных национальностей и вероисповедания, им необходимо адаптироваться при поступлении в университет. У каждого из них имеются финансовые проблемы, преследование, собственная безопасность… Помимо того, жизнь в университете является общей проблемой — проявления расизма, издевательства донимают многих.
Калифорнийский университет в Лос-Анджелесе (UCLA) использовался для съёмок. Стрельба и натурные сцены снимались на территории кампуса. Интерьеры созданы Sony Pictures Studios.

## В ролях
- Омар Эппс — Малик Уилльямс
- Кристи Суонсон — Кристен Коннор
- Майкл Рапапорт — Реми
- Дженнифер Коннелли — Тэрин
- Айс Кьюб — Фадж
- Джейсон Уилс — Уэйн
- Тайра Бэнкс — Дея
- Лоренс Фишберн — профессор Морис Фиппс
- Реджина Кинг — Монет
- Баста Раймс — Дрэдс
- Бриджитт Уилсон — Николь
- Кэри Вюрер — Клаудиа
- Майкл Б. Сильвер — парень из студенческого братства

## Критика
Фильм получил неоднозначные отзывы. Роджер Эберт присвоил фильму 3 звезды из 4, высоко оценив работу Синглтона над фильмом. Эберт написал: «Фильм заставляют задуматься, потому что он использует знакомых персонажей, а затем задает о них непростые вопросы». Рецензент  из Time Out написал: «Стильный, умный режиссер, Синглтон переплетает нити своего демографического полотна с уверенностью, страстью и долгожданным осознанием сложности противоречивых импульсов студенческого сообщества к интеграции и сепаратизму».
Джанет Маслин из The New York Times посчитала, что фильм не достиг своей цели, заявив, что он «оказывается непреднамеренным примером той же ограниченности, о которой он сожалеет».

## Награды
Лоренс Фишберн выиграл Image Award и Ice Cube был номинирован на Image Award в 1996 году.
По данным Box Office Mojo, фильм собрал 38 290 723 долларов в США и 20 200 000 в мире.

## Саундтрек
Саундтрек, содержащий хип-хоп, ритм-н-блюз, рок и джаз музыку, был выпущен 3 января 1995 года Interscope Records. Он достиг 39 места в списке Billboard 200 и 9 места в списке Top R&B/Hip-Hop Albums.

### Список композиций
- Higher — Ice Cube
- Soul Searchin' (I Wanna Know If It’s Mine) — NdegeOcello, Me’She
- Situation: Grimm — Mista Grimm
- Ask of You — Рафаэл Садик
- Losing My Religion — R.E.M.
- Phobia — OutKast
- Year of the Boomerang — Rage Against the Machine
- Don’t Have Time — Лиз Фэр
- Butterfly — Тори Эймос
- By Your Side — Zhane
- Eye — Eve’s Plum
- The Learning Curve — Clarke, Stanley